# Jun Shibaura
Jun Shibaura (芝浦 淳 Shibaura Jun) là Kamen Rider Gai (仮面ライダーガイ Kamen Raidā Gai, Masked Rider Gai), là một nhân vật hư cấu, một trong 13 Kamen Riders trong bộ phim Kamen Rider Ryuki năm 2002-2003.

## Thông tin nhân vật
- Giới tính: Nam giới
- Series: Kamen Rider Ryuki
- Motif: Tê giác
- Homeworld: Trái Đất
- Loại Rider: Villain, Hero (trong OOO, Den O, All Rider. Let's Go Kamen Rider)
- Sự xuất hiện đầu tiên: Iron Mask Legend
- Xuất hiện cuối: Alive A Life
- Số lần xuất hiện:
- 5(Ryuki)
- 1(Ryuki đặc biệt)
- 2(Phim)
- 2(Rider Time: Ryuki)

(Danh mục đầy đủ số lần xuất hiện)
- Diễn viên: Satoshi Ichijou

## Lịch sử nhân vật
- Mày, mày đã làm trò chơi của tao vui hơn. - Câu nói cuối cùng của Jun khi anh hỏi tại sao Ohja phản bội anh.
- Anh là sinh viên năm thứ ba của trường đại học Merlin, cực kỳ thành thạo máy tính, đã lập trình một trang web của riêng mình. Bố của anh, là chủ tịch tòa soạn Ore Journals,rất giàu có, điều này làm Jun trở nên kiêu ngạo, lấy mạng sống của người khác làm trò đùa. Anh tham gia vào trận chiến Rider chỉ với một mục đích duy nhất, đó là muốn thắng trận chiến này. Anh xem nó chỉ như là một trò chơi. Jun thậm chí còn tổ chức một trò chơi đánh nhau đến chết, tương tự như trận chiến Rider mà anh đứng đằng sau trận chiến này.
- Điều tra sự việc, Shinji phát hiện ra Jun là người đứng sau trò chơi giết người này. Khi Mirror Monsters đến, cả hai cùng biến đổi thành Kamen Rider và chiến đấu với chúng. Sau khi đánh bại những con quái vật, Jun tấn công Shinji và ăn cắp thẻ Dragreder. Anh còn sử dụng thẻ của Shinji và virus để tải lên các máy tính lớn của Ore Journals để tống tiền chính công ty của cha mình. Nanako Shimada cuối cùng lập trình virus của riêng mình để hack virus của Jun, trong khi Miyuki Tezuka đã lấy lại thẻ Dragreder cho Shinji. Ngay sau đó, Jun bị cảnh sát phát hiện là chủ của trò chơi giết người tối qua, nhưng đã được trắng án nhờ luật sư Kitaoka Shuichi.
- Jun thậm chí còn tiết lộ danh tính của các Rider khác cho những Rider mới tham gia, anh ấn tượng với bản chất tàn bạo của Asakura Takeshi. Để bắt đầu một trò chơi được gọi là  Trận chiến giữa những Rider , anh bắt cóc Yui để rủ Ren, Shinji và Tezuka tham gia. Nhưng trong khi đang chiến đấu, trận chiến bị gián đoạn bởi Kamen Rider Zolda và Kamen Rider Ohja. Khi Zolda sử dụng Final Vent, tất cả đều may mắn trốn thoát trừ Jun vì Ohja đã lấy Jun làm bia đỡ đạn. Sau đó Ohja dùng Final Vent giết và kết liễu cuộc đời Jun không thương tiếc. và metalgelas của gai rất tức giận nên tìm kiếm asakura kamen rider ouja làm chủ nhân
- Nhưng kỳ lạ thay, Kamen Rider Gai, cùng với Kamen Rider Imperer và Kamen Rider Scissor, đã không xuất hiện trong đoạn kết của Kamen Rider Ryuki.

## Tính cách
- Jun là một người kiêu ngạo, tự cao, chỉ muốn tự mình làm việc mà không cần nhờ người khác. Anh ta không bao giờ quan tâm đến mọi người, xem mọi thứ chỉ là trò chơi.
- Jun luôn tự hào về sự thông minh, tháo vát của mình, thích phô trương sự vượt trội của mình. Tuy nhiên, chính những lý do trên đã dẫn đến cái chết của anh, vì anh ta tin rằng với sự thông minh của mình, anh ta có thể điều khiển các Rider khác - trong trường hợp này là Asakura Takeshi, một trong những Rider nguy hiểm nhất của Rider Battle. Cuối cùng Jun đã phải trả giá cho điều đó bằng việc bị Asakura giết vào phút cuối.
- Tuy nhiên, trong OOO, Den O, All Riders. Let's Go Kamen Riders, không hiểu tại sao anh ta lại là Hero cùng với những Rider ác khác.

## Xuất hiện sau này
-13 Rider:
- Trong truyền hình đặc biệt 13 Rider, Jun chế giễu Shinji là một con cừu non vì Shinji không muốn tham gia trận chiến Rider cùng với bạn bè của anh. Jun cũng là một trong Rider đặt bẫy Shinji được dẫn dắt bởi Kamen Rider Verde trong một trận chiến. Sau đó, Jun cùng với những Rider còn lại chiến đấu với Shinji và Ren. Sau khi Ren chết vì bị ảnh hưởng Final Vent của Verde, Jun định kết liễu Shinji thì bị Dispider giết và ăn thịt.

-Kamen Rider Decade: All Rider Vs Dai- Shocker:
- Jun (như Kamen Rider Gai), cùng với Kamen Rider Raia và Kamen Rider Punch Hopper, được triệu hồi bởi Kamen Rider Diend để chiến đấu với Kamen Rider Ohja và Kamen Rider Kick Hopper khi 2 Rider này muốn thưởng thức địa ngục của Dai Shocker. Kết quả cuộc đấu sau đó không được hiển thị.

-OOO, Den O, All Riders. Let's Go Kamen Rider:
- Kamen Rider Gai là một phần trong những Rider được dẫn dắt bởi Akira Date/Kamen Rider Birth. Tất cả Rider đều lên xe máy của họ để tiêu diệt Lãnh tụ vĩ đại của Shocker. Không rõ đây là bản A.R World hay là Jun được hồi sinh từ Series.

-Rider Time: Kamen Rider Ryuki: trong trận chiến chính gai giết và kết liễu cuộc đời raia 
và trong trận chiến tiếp theo gai bị ryuga kết liễu cuộc đời và chết

## Các hình thức
- Chiều cao: 1m95
- Cân nặng: 100 kg
- Nhìn: 8 km
- Nghe: 10 km
- Tốc độ chạy tối đa: 100m/5s
- Nhảy tối đa: 20m
- Đấm, đá: 15T (300AP)

-Tương tự như Kamen Rider Scissors và Kamen Rider Tiger, Gai là một Rider chiến đấu dựa vào sức mạnh và trí thông minh thường xuyên. Phương pháp tấn công của Gai thường dùng đến Confine Vent để hủy bỏ bất cứ vũ khí từ Rider khác trong khi ông vẫn sử dụng Metal Visor trên vai trái để triệu hồi Metal Horn cũng như triệu hồi Metalgelas để chiến đấu bên cạnh ông và thực hiện Final Vent. Gai là một chuyên gia cự li gần. Ông sử dụng sức mạnh vũ phu và trí tuệ để đánh với đối thủ. Tuy nhiên, Gai thiếu vũ khí phòng thủ, và ông là một trong những Rider nhanh nhất trong Kamen Rider Ryuki.
Bài chi tiết: Metalgelas

## Advent Cards
- Strike Vent (AP 2000): sử dụng Metal Horn
- Confine Vent: phá vỡ các tuyệt chiêu của card khác (ông có hai bản sao của thẻ này)
- Advent (AP 4000): triệu hồi Metalgelas
- Final Vent (AP 5000): sử dụng Hearvy Pressure. Kamen Rider Gai nhảy lên Metalgelas cùng với Metal Horn đâm thẳng vào đối thủ.

## Rider Cards
- Kamen Ride: Gai- Một Rider Card chứa sức mạnh của Kamen Rider Gai. Được sở hữu bởi Diend dùng để triệu hồi Kamen Rider Gai trang bị Metal Horn. Đầu tiên được sử dụng trong Thế giới của Decade để chiến đấu với Ohja và Kick Hopper. Cũng có sẵn để được triệu hồi bởi Diend trong Kamen Rider Climax Heroes OOO.

## Đằng sau hậu trường
Jun Shibaura được thể hiện bởi Satoshi Ichijou (一條 俊 Ichijō Satoshi). Như Kamen Rider Gai, diễn viên phục trang của ông là Takeshi Mizutani (水谷 健 Mizutani Takeshi).

## Xuất hiện
Bài chi tiết: Jun Shibaura/Số lần xuất hiện